# はやぶさ (新幹線)

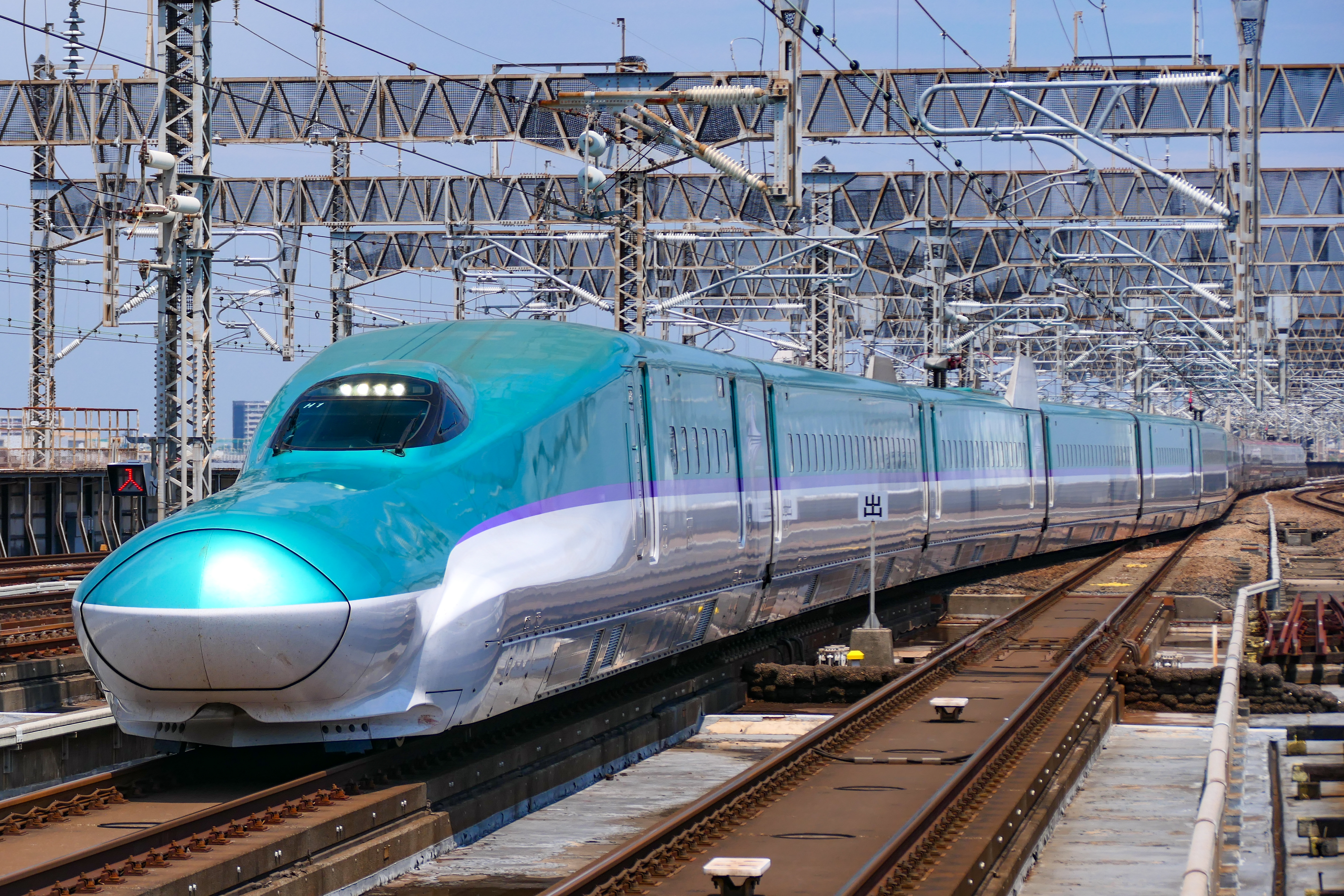
H5系による「はやぶさ」（2022年6月 大宮駅）

はやぶさは、東日本旅客鉄道（JR東日本）・北海道旅客鉄道（JR北海道）が東北新幹線・北海道新幹線で運行しているうち、最も高速かつ停車駅が少ない新幹線車両の列車愛称である。定期列車としては、東京駅と仙台駅、盛岡駅、新青森駅、新函館北斗駅などの間を結んでいる。

## 概要
JR東日本が東北新幹線において2011年（平成23年）3月5日からE5系の運用を開始するにあたり、新たに設定した愛称である。その後、E5系の増備によって順次本数を増やしていき、新青森駅発着の「はやて」の大半を置き換えている。
宇都宮駅 - 盛岡駅間において、E2系「はやて」「やまびこ」の275 km/hを上回り国内最速となる最高速度320 km/hでの営業運転を行い、東北新幹線の最速達種別の列車として位置付けられる。また、大宮駅 - 宇都宮駅間も、かつての最高速度240 km/hを上回る275 km/hで運転する。なお、盛岡駅以遠は整備新幹線区間であるため、最高速度は線路規格の関係上「はやて」と同一の260 km/hに留まる。
当初は東北新幹線八戸駅 - 新青森駅間の延伸開業と同時に運行開始する計画であったが、延伸開業が2010年（平成22年）12月4日に前倒しとなったため、新青森駅までの延伸開業から約3か月遅れての運行開始となった。
仙台駅 - 新函館北斗駅間に限り、立席扱いながらも新幹線定期券「FREX」（FREXパル含む）による普通車指定席への乗車が可能で、空席に着席できる。
高速鉄道であることを生かして生鮮食品などの貨客混載にも使われており、荷物専用車両が連結されることもある。

### 列車名選定の経緯

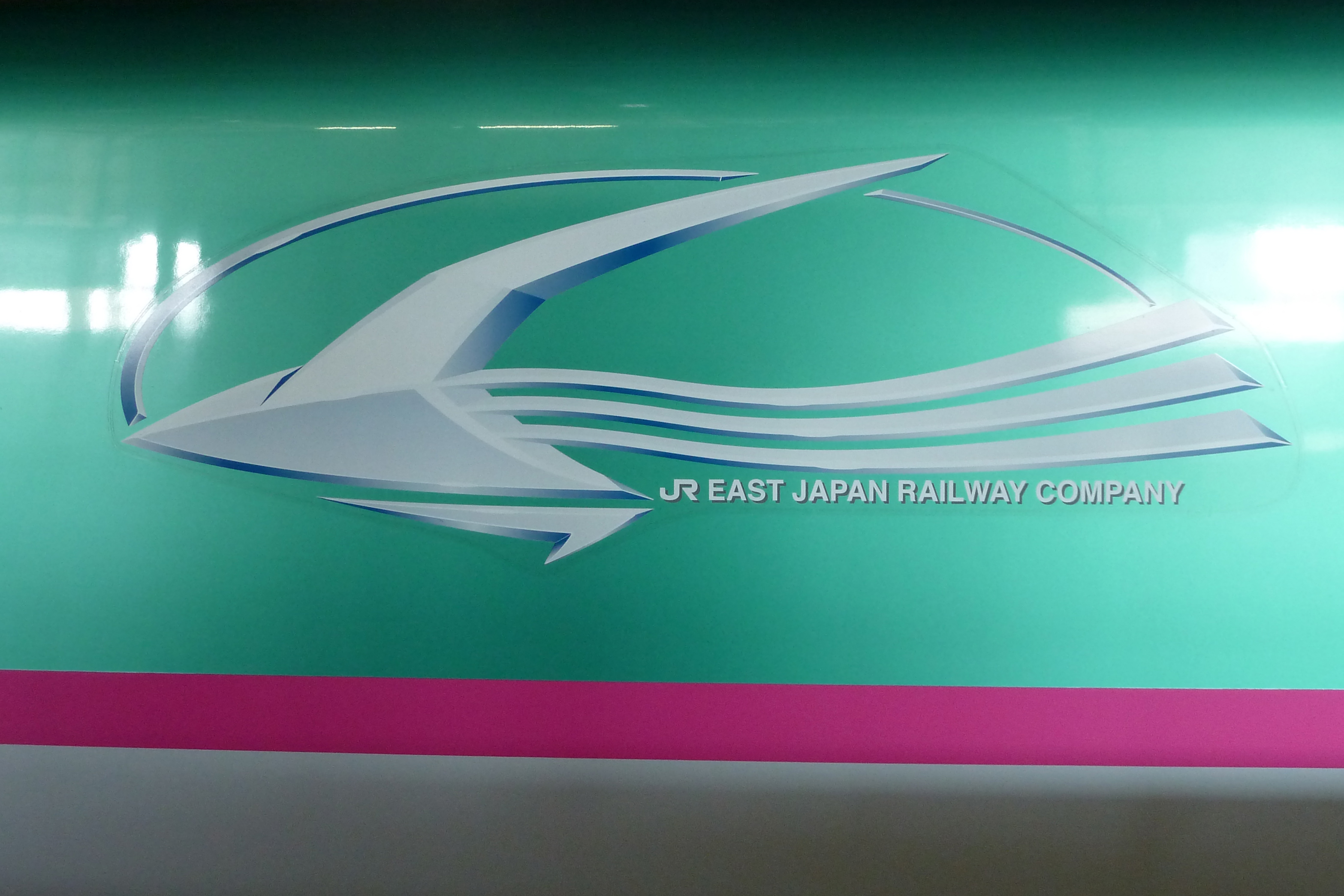
E5系はやぶさのロゴマーク

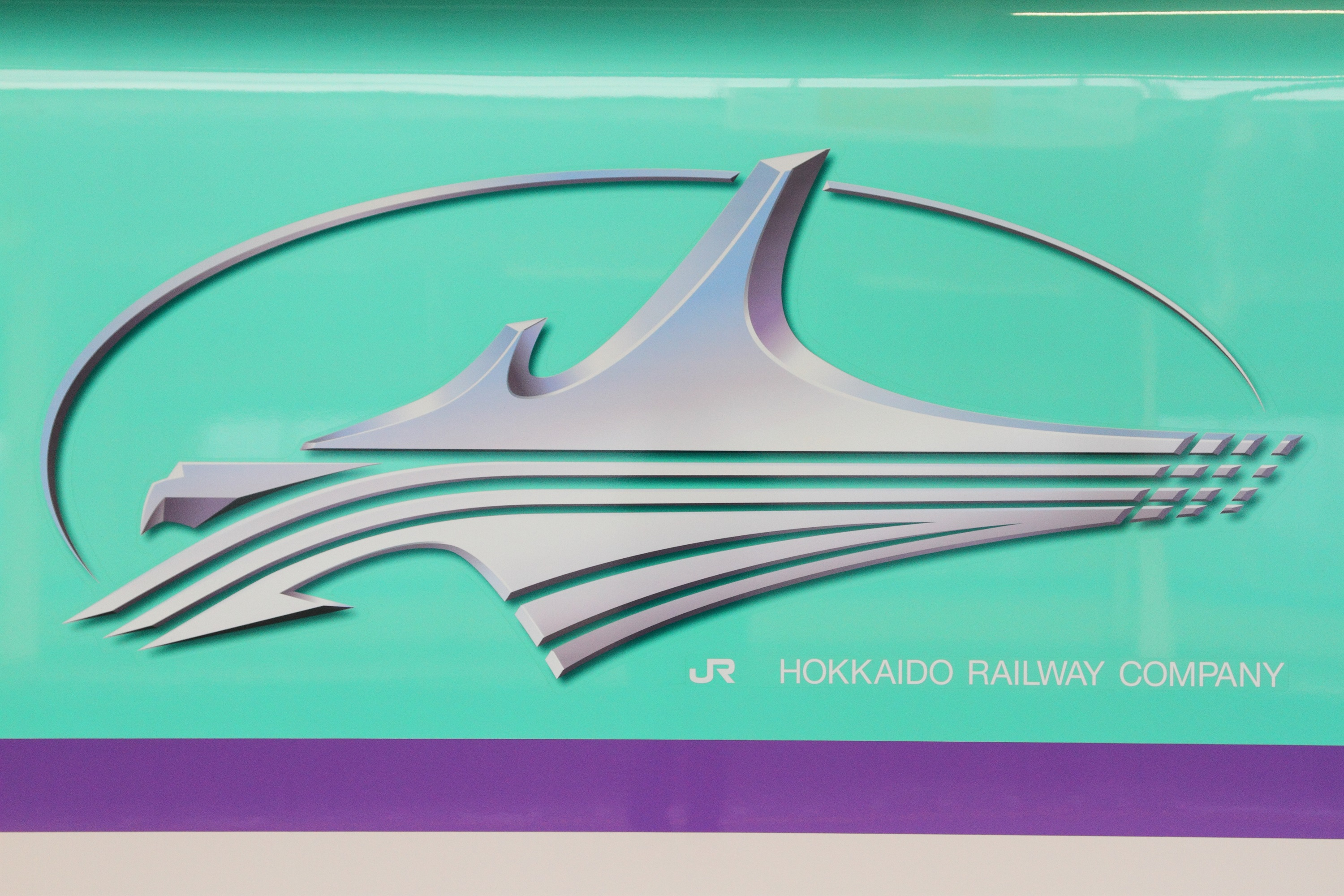
H5系はやぶさのロゴマーク

「はやぶさ」の愛称は、東北新幹線のフラグシップたる最速達列車として、2010年（平成22年）3月に行われた列車名の一般公募の結果を基にしたものである。公募にあたっては、「新型高速新幹線車両にふさわしく、かつお客さまにわかりやすい」ことが選考基準とされ、150,372通の応募があった。この中から、応募総数第7位であった「はやぶさ」が選ばれ、同年5月11日に発表された。
応募総数の上位にはかつての東北方面を結ぶ優等列車の愛称であった「はつかり」（第1位）、「みちのく」（第3位）や、現行列車の愛称でもある「はやて」（第5位）、さらにはE5系のカラーリングがVOCALOIDソフトのキャラクター「初音ミク」を彷彿とさせることからネットユーザーを中心に票を集めた「はつね」（第2位）などが挙がったが、これら上位を抑え、「親しみやすさとスピード感がある」ことから「はやぶさ」の愛称を採用した。
なお、列車愛称としての「はやぶさ」は、1958年（昭和33年）10月1日から2009年（平成21年）3月14日までの50年あまりにわたって東京と九州を結ぶ寝台特急に用いられたものであった。「はやぶさ」の採用にあたっては、伝統ある列車で長く親しまれた名称ということで、JR九州には事前に承諾を取り、その他にも商標上のチェックなどが行われている。「はやぶさ」の愛称を採用するにあたり、一部の鉄道ファンからは「九州の印象が強すぎる」と反対の声があった一方で、E5系に設けられるグランクラス（当時は「スーパーグリーン車」の仮称で呼ばれていた）の存在を指し「伝統の名前にふさわしい」との賛成意見も出るなど、賛否両論が渦巻いた。なお、廃止された寝台特急と同名の新幹線列車としては、この他に山陽新幹線・九州新幹線の新大阪駅 - 鹿児島中央駅間を直通運行する「みずほ」「さくら」（本列車運行開始の1週間後に運行開始）、北陸新幹線の敦賀駅 - 富山駅間で運行される「つるぎ」がある。

### 北海道新幹線開業後
2016年（平成28年）3月26日に北海道新幹線の新青森駅 - 新函館北斗駅間が開業し、東北新幹線との相互直通運転を開始したが、それに先立つ2014年（平成26年）11月20日、東京駅・仙台駅 - 新函館北斗駅間の列車を「はやぶさ」とすることが発表された。
北海道新幹線区間の営業最高速度は260 km/hとするが、新青森駅 - 新函館北斗駅間約149 kmのうち青函トンネル（海峡線、約54 km）を含む約82 kmの区間はJR貨物のEH800牽引による貨物列車との共用区間で、すれ違いの風圧による影響を考慮して当面は最高速度140 km/hで運行していたが、2018年（平成30年）9月2日 - 9月19日に青函トンネル内で160 km/h - 210 km/hの速度向上試験や160 km/hで貨物列車とのすれ違い試験を実施し、160 km/hでも営業運転に支障がない事が確認されたため、2019年（平成31年）3月16日のダイヤ改正で最高速度が160 km/hに引き上げられた。

## 運行概況
2025年（令和7年）3月15日時点、東京駅 - 新函館北斗駅間に10往復、東京駅 - 新青森駅間に9往復、東京駅 - 盛岡駅間に下り6本・上り7本、東京駅 - 仙台駅間に下り2本・上り1本、仙台駅 - 新函館北斗駅間に1往復が運行されている。運行開始当初は「はやて」と運行区間が重複しており、最高速度320 km/hの列車が「はやぶさ」、最高速度275 km/hの列車が「はやて」と区別されていたが、2019年（平成31年）3月16日より東京駅発着で大宮駅 - 仙台駅間無停車の定期列車は全て最高速度320km/hの「はやぶさ」に統一された。
東京駅 - 新函館北斗駅間での所要時分は最速列車（5・11・38号）で3時間57分だが、同区間で4時間を切るのはこの3本のみであり、その他の大半の列車については4時間10 - 20分前後となっている。盛岡駅・新青森駅・新函館北斗駅発着列車のうち16往復は、盛岡駅以南で秋田新幹線「こまち」（E6系）との併結運転を行う。列車番号は、新青森駅・新函館北斗駅発着の単独列車が号数+B、「こまち」を併結する列車が号数+3000B（盛岡駅始発の6号、仙台駅発着の95号・96号を含む）、盛岡駅発着で仙台駅 - 盛岡駅間各駅停車となる列車（101 - 112号）が号数+4000B、仙台駅発着の2・13・43号が号数+1000Bとなる。
運行開始当初は最高速度300 km/hで東京駅 - 新青森駅間の所要時間は最短3時間10分であったが、2013年（平成25年）3月16日のダイヤ改正で宇都宮駅 - 盛岡駅間の最高速度が320 km/h（E5系単独運転時）へ引き上げられ、東京駅 - 新青森駅間の最短所要時間は2時間59分となった。2014年（平成26年）3月15日のダイヤ改正からは、「こまち」と併結する列車も含む全列車が最高速度320 km/h運転を実施している。また、2012年（平成24年）10月にJR東日本が発表した「グループ経営構想V（ファイブ）～限りなき前進～」においては、「東北新幹線において320 km/h運転区間のさらなる拡大を目指す」旨が盛り込まれている。
東京駅の東北新幹線ホームの容量の都合上、一部の臨時列車は上野駅発着で運転されるほか、2017年（平成29年）7月には、初めて大宮駅発着の臨時列車として「はやぶさ」が運転された。
北海道新幹線開業までは、新青森駅で函館駅へ向かう特急「白鳥」「スーパー白鳥」、秋田駅への特急「つがる」と接続するダイヤが組まれ、新青森駅始発の上り1本は、青森駅 - 函館駅間運行の急行「はまなす」の接続列車を兼ねていた。

### 停車駅
運行開始当初は上野駅（一部）・大宮駅・仙台駅・盛岡駅・八戸駅（一部）のみ停車の速達パターンが大半であったが、運行本数の拡大に伴い「盛岡以北各駅停車」「仙台以北各駅停車」などのパターンが生まれており、途中駅停車が基本だった「はやて」との差異がなくなっている。なお、現在に至るまで大宮駅 - 仙台駅間は全定期列車がノンストップで運行されており、栃木県・福島県内に停車駅はない。ただし、過去に東北本線の寝台特急に大幅な遅延が発生した際、振替輸送のため通常は通過する駅に臨時停車したこともある。
| 号数              | 運行 本数 | 運行 本数 | 東京駅 | 上野駅 | 大宮駅 | …  | 仙台駅 | 古川駅 | くりこま高原駅 | 一ノ関駅 | 水沢江刺駅 | 北上駅 | 新花巻駅 | 盛岡駅 | いわて沼宮内駅 | 二戸駅 | 八戸駅 | 七戸十和田駅 | 新青森駅 | 奥津軽いまべつ駅 | 木古内駅 | 新函館北斗駅 | 備考                                                  |
| 号数              | 下り      | 上り      | 東京駅 | 上野駅 | 大宮駅 | …  | 仙台駅 | 古川駅 | くりこま高原駅 | 一ノ関駅 | 水沢江刺駅 | 北上駅 | 新花巻駅 | 盛岡駅 | いわて沼宮内駅 | 二戸駅 | 八戸駅 | 七戸十和田駅 | 新青森駅 | 奥津軽いまべつ駅 | 木古内駅 | 新函館北斗駅 | 備考                                                  |
| ----------------- | --------- | --------- | ------ | ------ | ------ | -- | ------ | ------ | -------------- | -------- | ---------- | ------ | -------- | ------ | -------------- | ------ | ------ | ------------ | -------- | ---------------- | -------- | ------------ | ----------------------------------------------------- |
| 1 - 30・32 - 43号 | 2         | 1         | ●      | －     | ●      | － | ●      | －     | －             | －       | －         | －     | －       | ●      | －             | －     | －     | －           | ●        | －               | －       | ●            | 5・11・38号、最速達列車                               |
| 1 - 30・32 - 43号 | 2         | 1         | ●      | ●      | ●      | － | ●      | －     | －             | －       | －         | －     | －       | ●      | －             | －     | ●      | －           | ●        | －               | －       | ●            |                                                       |
| 1 - 30・32 - 43号 | 0         | 1         | ●      | ●      | ●      | ←  | ●      | ←      | ←              | ←        | ←          | ←      | ←        | ●      | ←              | ←      | ←      | ←            | ●        | ←                | ●        | ●            | 34号、八戸駅通過・上野駅停車                          |
| 1 - 30・32 - 43号 | 1         | 0         | ●      | ●      | ●      | →  | ●      | →      | →              | →        | →          | →      | →        | ●      | →              | →      | ●      | →            | ●        | →                | ●        | ●            | 21号                                                  |
| 1 - 30・32 - 43号 | 0         | 2         | ●      | ●      | ●      | ←  | ●      | ←      | ←              | ←        | ←          | ←      | ←        | ●      | ←              | ←      | ●      | ←            | ●        | ●                | ●        | ●            |                                                       |
| 1 - 30・32 - 43号 | 1         | 0         | ●      | ●      | ●      | →  | ●      | →      | →              | ●        | →          | →      | →        | ●      | →              | →      | ●      | →            | ●        | ●                | ●        | ●            | 17号、一ノ関駅停車                                    |
| 1 - 30・32 - 43号 | 0         | 2         | ●      | ●      | ●      | ←  | ●      | ←      | ←              | ←        | ←          | ←      | ←        | ●      | ●              | ●      | ●      | ●            | ●        | ←                | ←        | ●            |                                                       |
| 1 - 30・32 - 43号 | 1         | 2         | ●      | ●      | ●      | － | ●      | －     | －             | －       | －         | －     | －       | ●      | －             | ●      | ●      | ●            | ●        | ●                | ●        | ●            | 二戸駅以北各駅停車                                    |
| 1 - 30・32 - 43号 | 3         | 1         | ●      | ●      | ●      | － | ●      | －     | －             | －       | －         | －     | －       | ●      | ●              | ●      | ●      | ●            | ●        | ●                | ●        | ●            | 盛岡駅以北各駅停車                                    |
| 1 - 30・32 - 43号 | 0         | 1         | ●      | ←      | ●      | ←  | ●      | ←      | ←              | ←        | ←          | ←      | ←        | ●      | ←              | ←      | ●      | ←            | ●        |                  |          |              | 4号                                                   |
| 1 - 30・32 - 43号 | 3         | 3         | ●      | ●      | ●      | － | ●      | －     | －             | －       | －         | －     | －       | ●      | －             | －     | ●      | －           | ●        |                  |          |              |                                                       |
| 1 - 30・32 - 43号 | 2         | 1         | ●      | ●      | ●      | － | ●      | －     | －             | －       | －         | －     | －       | ●      | －             | ●      | ●      | ●            | ●        |                  |          |              | 二戸駅以北各駅停車                                    |
| 1 - 30・32 - 43号 | 4         | 3         | ●      | ●      | ●      | － | ●      | －     | －             | －       | －         | －     | －       | ●      | ●              | ●      | ●      | ●            | ●        |                  |          |              | 盛岡駅以北各駅停車                                    |
| 1 - 30・32 - 43号 | 0         | 1         | ●      | ●      | ●      | ←  | ●      | ●      | ←              | ●        | ←          | ●      | ←        | ●      | ●              | ●      | ●      | ●            | ●        |                  |          |              | 8号、盛岡駅以北各駅停車、北上駅・一ノ関駅・古川駅停車 |
| 1 - 30・32 - 43号 | 0         | 1         | ●      | ←      | ●      | ←  | ●      | ←      | ←              | ←        | ←          | ←      | ←        | ●      |                |        |        |              |          |                  |          |              | 6号                                                   |
| 1 - 30・32 - 43号 | 1         | 1         | ●      | －     | ●      | － | ●      |        |                |          |            |        |          |        |                |        |        |              |          |                  |          |              | 2・43号                                               |
| 1 - 30・32 - 43号 | 1         | 0         | ●      | ●      | ●      | →  | ●      |        |                |          |            |        |          |        |                |        |        |              |          |                  |          |              | 13号                                                  |
| 95・96号          | 1         | 1         |        |        |        |    | ●      | ●      | ●              | ●        | ●          | ●      | ●        | ●      | ●              | ●      | ●      | ●            | ●        | －               | －       | ●            |                                                       |
| 101 - 112号       | 6         | 6         | ●      | ●      | ●      | － | ●      | ●      | ●              | ●        | ●          | ●      | ●        | ●      |                |        |        |              |          |                  |          |              |                                                       |

● ：停車
－ ← →：通過
- 大宮駅と仙台駅の間にある「…」で括った小山駅、宇都宮駅、那須塩原駅、新白河駅、郡山駅、福島駅、白石蔵王駅の7駅は「はやぶさ」全列車が通過する。

### 使用車両・編成
E5系（U編成、新幹線総合車両センター所属）、H5系（H編成、函館新幹線総合車両所所属）、E6系電車（Z編成、秋田新幹線車両センター所属）が使用される。10・19・24・35・36・95号にはH5系、その他の列車には全てE5系が用いられる。E6系は仙台駅・盛岡駅発着の単独運行列車の一部で増結に使用される。
全列車が全車指定席で運行されている。かつて仙台駅以北の区間列車となる95・96号には例外的に「はやて」時代から自由席を設定していたが、2016年3月26日のダイヤ改正よりこれらも全車指定席となった。
なお、新型コロナ禍の影響で、2021年（令和3年）11月8日から2023年（令和5年）3月17日まで一部の「はやぶさ」がE6系単独で運転されていた。

### 車内販売
JR東日本サービスクリエーションが担当する車内販売が行われている。なお東京駅 - 仙台駅間のみ運転の列車・臨時列車等では行われていない。グランクラスアテンダントによる接客サービスは東京駅発着かつ仙台駅以北まで運転する列車のみとなる。

### 特急料金
特急料金は東北新幹線列車としては初めて、東海道・山陽新幹線「のぞみ」「みずほ」と同様に、他列車に比べて最大520円の加算料金が上乗せされる。加算料金は大宮駅 - 盛岡駅間の乗車に対して設定され、東京駅 - 大宮駅間および盛岡駅 - 新函館北斗駅間相互発着となる場合は増額なしとなっている。この増額分は「高速性や快適な居住性の付加価値分」とJR東日本では説明している。
2011年（平成23年）4月29日から9月22日までは、同年3月11日に発生した東日本大震災による臨時ダイヤで運転だったため、減速運転であることを考慮して追加料金は徴収しなかった。
この「はやぶさ」特急料金は国土交通大臣への認可申請に基づくものだが、申請内容には運行開始時には基本停車駅となっていなかった仙台駅以北各駅相互間の料金も設定されており、将来の停車駅増に対応した料金設定となっている。
「はやぶさ」と「はやて」「やまびこ」を乗り継いだ場合の特急料金については「のぞみ」「みずほ」のケースと同様になり、全区間に対応する「はやて」「やまびこ」の特急料金に「はやぶさ」の乗車区間に応じた差額料金を上乗せした特急料金となっている。また、全車指定席で運行を開始することもあって立席特急券が全区間に設定されることになっているが、この料金は特定特急券の設定されている区間（隣接駅間・盛岡駅以北相互間など）を除いて「通常期の指定席特急料金から530円引き」すなわち「自由席特急料金+差額料金」となり、自由席特急料金に対して差額料金を徴収しない「のぞみ」「みずほ」と異なる対応となっている。例外的に2014年に「はやて」から振り替えられた全区間各駅停車となる95・96号については特例として自由席に乗車する場合には差額料金の適用が除外されていた。
北海道新幹線開業後、新青森駅をまたいで東北新幹線と北海道新幹線を通しで乗車する場合、原則として両者の指定席特急料金を別々に計算し、合算した金額となる。グリーン料金やグランクラス料金も、同様に計算する。但し、座席指定料金（大人、通常期の場合530円）は全乗車区間を通じて1席分とし、単純に加算すると2席分になるので、その過剰分が差し引かれる。また、七戸十和田駅と北海道新幹線各駅との相互間の指定席特急料金は、七戸十和田駅 - 新青森駅間の特定特急料金と北海道新幹線区間の立席特急料金または特定特急料金を合算し、さらに座席指定料金を加算する。東北新幹線各駅と奥津軽いまべつ駅との相互間の指定席特急料金も同様に、東北新幹線区間の立席特急料金または特定特急料金と新青森駅 - 奥津軽いまべつ駅間の特定特急料金を合算し、さらに座席指定料金を加算する。

#### 企画乗車券等の扱い
特別企画乗車券については「のぞみ」「みずほ」と異なり、「フルムーン夫婦グリーンパス」や「ジャパンレールパス」などが利用可能となる（新幹線回数券は除く）。割引については「レール&レンタカーきっぷ」「ジパング倶楽部」「大人の休日倶楽部（ミドル・ジパング）」が対象（グランクラスは除く）。北海道新幹線開業後も引き続き利用可能で、北海道新幹線の区間も対象となる。
北海道新幹線開業後、青春18きっぷの利用者については、奥津軽いまべつ駅 - 木古内駅間のみの乗車に限り、別途「青春18きっぷ北海道新幹線オプション券」を購入する事で、普通車の空いている席を利用できるようにした。
このきっぷでは、奥津軽いまべつ駅 - 木古内駅間で「はやぶさ」「はやて」、および木古内駅 - 五稜郭駅間で江差線を経営移管する道南いさりび鉄道の普通列車がそれぞれ片道1回利用できる（行程が連続する事が条件で、道南いさりび鉄道各駅での途中下車は不可）。青森駅から津軽線で奥津軽いまべつ駅へ向かう場合、隣接する津軽二股駅下車となる。
また、日本の国会議員には国会議員の歳費、旅費及び手当等に関する法律第10条に基づきJR全線の運賃料金が個室やグリーン車等も含めて無料となる特殊乗車券（無料パス）が支給されるが、JR東日本から衆議院・参議院への申し入れにより、グランクラスについては無料パスの適用外となり全区間の料金を別途支払う必要がある（運賃のみ無料）。
修学旅行の「連合体輸送」については1編成の約半数にあたる350席程度まで確保が可能で、通常の団体割引の料金は無割引だが、連合体輸送の場合、中学生は半額、高校生は2割引になる。

## 沿革
- 2011年（平成23年）
  - 3月5日：東京駅 - 仙台駅間に1往復、東京駅 - 新青森駅間に2往復の合計3往復として営業運転開始[3][JR東 2]。
    - 運行開始時は東京駅 - 新青森駅間2往復と東京駅 - 仙台駅間1往復の計3往復が運行されており、号数は1 - 6号が与えられていた。下りは朝の2本（いずれも新青森駅行き）と夜の1本（仙台行き）、上りも朝の2本（仙台駅発・新青森駅発各1本）と夜の1本（新青森駅発）であり、日中は運行がなかった。これは1992年3月に運行開始した当初の「のぞみ」の運行体系と類似している。

  - 3月11日：東北地方太平洋沖地震（東日本大震災）の影響により、同日午後から全面運休。
  - 4月29日：東京駅 - 新青森駅間・東京駅 - 仙台駅間に各1往復（号数は501 - 506号）の体制で運行再開。当面の間は、那須塩原駅 - 盛岡駅間の一部区間で速度を落とした臨時ダイヤで運行され、「はやて」と同じ特急料金とする措置が取られた[新聞 7]。
  - 7月9日：ダイヤ改正により、運行開始当初の運行本数に戻り（号数は401号 - 406号）、一部区間で速度制限が解除される。
  - 9月23日：速度制限が全面解除されたことに伴い、通常ダイヤに復旧。特急料金も「はやぶさ」独自のものに戻される。
- 2013年（平成25年）
  - 3月16日：ダイヤ改正により以下の通りに変更[JR東 13]。
    - 「はやて」の一部列車を統合する形で、4.5往復増発。
    - 4往復において、東京駅 - 盛岡駅間で秋田新幹線「スーパーこまち」（E6系）との併結運転を開始。
      - 号数は運行区間に関係なく、東京駅 - 仙台駅間での運行順に1号から21号までの連番が与えられた。朝晩を除き、下りは東京発午前中、上りは新青森駅発14時以降に集中して運行された。なお、「スーパーこまち」併結時はE6系の性能にあわせて最高速度が300 km/hとされた。

    - 単独運転を行う列車の一部で、宇都宮駅 - 盛岡駅間の最高速度を320 km/hへ引き上げる。これに伴い、東京駅 - 新青森駅間の所要時間が最短で2時間59分となる。

  - 9月28日：「はやて」の一部列車を統合する形で、さらに3往復（いずれも「スーパーこまち」と併結）増発[JR東 14]。
- 2014年（平成26年）3月15日：ダイヤ改正により次の通りに変更[JR東 8]。
  - 「こまち」のE6系への統一を機に、「こまち」を併結する列車を含む全列車において、宇都宮駅 - 盛岡駅間の最高速度を320 km/hへ引き上げ。
  - 東京駅 - 盛岡駅間運転の「はやて」2.5往復を「はやぶさ」に振り替え。これにより、仙台駅以北が各駅停車となる「はやぶさ」が設定される。「はやて」から振り替えられた「はやぶさ」は下り1本を除いてE5系+E6系の17両編成で運転。
- 2015年（平成27年）3月14日：グリーンアテンダント・サービスを廃止[JR東 15]。
- 2016年（平成28年）3月26日：ダイヤ改正により下記の通りに変更[JR東 16][JR北 5]。
  - 北海道新幹線新青森駅 - 新函館北斗駅間の開業に伴い、東京駅 - 新函館北斗駅間に10往復、仙台駅 - 新函館北斗駅間に1往復を運行する。同時に、JR北海道が所有するH5系の営業運転を開始。
  - 東京駅 - 新青森駅間を2時間59分で走る最速列車（下り2本・上り1本）がそのまま東京駅 - 新函館北斗駅間の最速列車（大宮駅・仙台駅・盛岡駅・新青森駅のみ停車）となり、所要時間は4時間2分（新青森駅の停車時間2分を含む）。
  - 奥津軽いまべつ駅には上下各5本、木古内駅には上下各6本が停車（この他に、盛岡駅始発・終着と新青森駅始発・終着の「はやて」各1往復も両駅に停車）。
  - 盛岡駅発（仙台駅まで各駅停車）の「はやて」上り2本を「はやぶさ」に置き換え、速達化を図る。
- 2017年（平成29年）
  - 3月4日：ダイヤ改正により下記の通りに変更[JR東 17]。
    - 東京駅 - 仙台駅間に1往復増発。

  - 7月15日：大宮駅始発・終着列車を設定[JR東 10]。以後混雑が予想される時期に不定期運行。
- 2018年（平成30年）
  - 3月17日：ダイヤ改正により下記の通りに変更[JR東 18]。
    - 東京駅 - 仙台駅間に下り1本、東京 - 新青森駅間に上り1本増発。
    - 東京駅発盛岡駅行1本を新青森駅まで延長。
    - 東京駅 - 盛岡駅間「はやて」2往復をはやぶさに置き換え、速達化を図る。
- 2019年（平成31年）
  - 1月1日：東京 - 仙台間のグランクラスのアテンダントサービスを廃止。座席のみのサービスとなる。
  - 3月16日：ダイヤ改正により下記の通りに変更[JR東 19][JR北 1]。
    - 東京駅発盛岡駅行きの「はやて」1本を「はやぶさ」に統合。
    - 青函トンネル内の最高速度が160 km/hに引き上げとなり、東京駅 - 新函館北斗駅間の所要時間が最速列車（5・11・38号）で3時間58分となる。
    - 北海道新幹線区間（新青森駅 - 新函館北斗駅間）で車内販売を廃止[JR東 20][JR北 6]。東北新幹線区間（東京駅 - 新青森駅間）は飲料・菓子類・つまみ類のみ販売に縮小する[JR東 20]。
- 2020年（令和2年）
  - 3月14日：ダイヤ改正により下記の通りに変更[JR東 21]。
    - 東京駅 - 新青森駅間に上下計7本を増発。
    - 東京駅発仙台駅行下り1本を新青森駅まで延長。

  - 4月8日：JR東日本とJR北海道が、新型コロナウイルス感染症（以下「COVID-19」と表記）の感染拡大防止のため、同年4月9日 - 5月31日まで、車内販売および、グランクラスの指定券発売および「はやぶさ」のグランクラスの営業を中止することを発表[JR東 22][JR北 7]。
  - 4月14日：JR東日本とJR北海道が、COVID-19の感染拡大防止のため、同年6月1日 - 6月30日まで、グランクラスの指定席発売を見合わせることを発表[JR東 23][JR北 8]。
  - 4月27日：JR東日本とJR北海道が、COVID-19の感染拡大の影響により、同年5月28日以降の全列車の指定席発売を見合わせることを発表[JR東 24][JR北 9]。
  - 5月8日：JR東日本が、COVID-19の感染拡大の影響により、同年5月28日以降に運転本数を削減することを発表[JR東 25]。
  - 5月13日：JR東日本とJR北海道が、COVID-19の感染拡大防止により以下の運転計画および措置の実施を発表。
    - 同年5月21日以降、同年5月28日以降の列車の指定席発売を再開[JR東 26][JR北 10]。
    - 同年7月1日以降、当面の間、グランクラスの指定席発売を見合わせ[JR東 27][JR北 11]。
    - 車内販売は同年6月1日以降、当面の間中止継続すると発表[JR東 27]。
    - 利用客の減少に伴い、同年5月28日以降の定期列車の一部を運休し、臨時ダイヤによる運行を実施[JR東 26]。そのうち、北海道新幹線内では、上下各3本を運休[JR北 10]。これに伴い、「はやぶさ」223号が奥津軽いまべつ駅に臨時停車[JR北 12]。

  - 5月19日：JR東日本とJR北海道が、同年5月21日以降の指定席発売を延期することを発表[JR東 28][JR北 13]。
  - 5月22日：JR東日本とJR北海道が、国の緊急事態宣言が解除されたことを理由に、同年5月28日以降に計画していた臨時ダイヤによる運行の実施を取りやめ、定期列車の運行を継続することを発表[JR東 29][JR北 14]。ただし、「はやぶさ」上下各3本（下り7・19・29号、上り14・32・44号）は北海道新幹線内のみ運休し、「はやぶさ」23号が奥津軽いまべつ駅に臨時停車[JR北 14]。グランクラスのサービス中止は当面の間継続[JR東 29][JR北 14]。
  - 7月1日：JR東日本とJR北海道が、外出自粛の段階的緩和の状況を理由に、 同年5月28日より北海道新幹線内で運休していた「はやぶさ」上下各3本（下り7・19・29号、上り14・32・44号）を運転再開[JR北 15]、6月30日をもって「はやぶさ」23号の臨時停車を終了[JR北 15]。
  - 6月11日：JR東日本とJR北海道が、グランクラスの営業および車内販売を再開することを発表[JR東 30][JR北 16]。
  - 9月18日・9月20日：「はやぶさ」95号で、宮城県産の果物を仙台駅 - 新函館北斗駅間で輸送[JR東 31]。
- 2021年（令和3年）
  - 1月16日：JR東日本とJR北海道が、COVID-19の感染拡大防止のため、同日より当面の間、車内販売の中止、グランクラス指定席発売および「はやぶさ」のグランクラスの営業を中止[JR東 32][JR北 17]。
  - 2月1日 - 2月26日：土休日を除く一部の「はやぶさ」で、新幹線車内を活用したリモートワークの実証実験を実施[JR東 33]。
  - 2月24日：この日より、2月13日に発生した福島県沖地震の影響による東北新幹線内での徐行運転実施に伴い、臨時ダイヤで運転[JR北 18]。このうち北海道新幹線では、全ての「はやぶさ」が新青森駅での折り返し運転（東北新幹線との直通運転を中止）となり、上下各1本が運休[JR北 18]。
  - 3月13日：この日より、北海道新幹線と東北新幹線の直通運転を再開[JR北 19]。北海道新幹線内で運休していた「はやぶさ」上下各1本が運転再開[JR北 19]。また、ダイヤ改正により下記の通りに変更[JR東 34][JR北 20]。
    - 上野駅 - 大宮駅間（埼玉県内のみ）の最高速度を110 km/hから130 km/hに引き上げ、所要時間を短縮。
    - 利用客の減少に伴い、東京駅 - 新青森駅間運転の「はやぶさ」1往復（20号・37号）の運転を取りやめる。

  - 3月26日：東北新幹線内での復旧作業の見通し確保に伴い、北海道新幹線内での通常運転を再開[JR北 21]。グランクラスの営業を再開[JR東 35][JR北 22]。
  - 4月26日：JR東日本とJR北海道が、COVID-19の感染拡大防止のため、同月29日より当面の間、車内販売の中止、飲料・軽食サービスありのグランクラスの営業を中止することを発表[JR東 36][JR北 23]。
  - 10月11日：JR東日本が車内販売での酒類の取扱い再開[JR東 37]。
  - 11月8日：JR東日本が利用客の減少に伴い、「はやぶさ」5本（3・6・9・12・26号）の運転を取りやめ、「はやぶさ」15号の編成両数を7両編成に変更[JR東 38]。
- 2022年（令和4年）
  - 3月12日：ダイヤ改正により下記の内容を実施。
    - 東京駅 - 新青森駅間運転の2.5往復（3・9・12・26・36号）を全区間臨時列車化。
    - 東京駅 - 新函館北斗駅間運転の下り2本（29・33号）を、東京駅 - 新青森駅間で臨時列車化。これに伴い27・31号が新函館北斗駅行に変更。
    - 東京駅 - 盛岡駅間運転の2往復（104・105・106・109号）を、東京駅 - 仙台駅間で臨時列車化。これに伴い、仙台駅発着の一部の「やまびこ」が盛岡行に変更。
    - 盛岡駅 - 東京駅間運転の6号と、仙台駅 - 東京駅間運転の30号を臨時列車化。
    - グリーン車・グランクラスの料金を改定
- 2024年（令和6年）
  - 3月16日：ダイヤ改正により下記の内容を実施。
    - 2022年3月のダイヤ改正で臨時列車化した「はやぶさ」6・9・26・104・105・106・109号を定期列車化。
    - ご利用の多い時間帯に上野駅始発で運転している臨時「はやぶさ」のうち、301・303号を東京駅始発での運転に変更。
- 2025年（令和7年）
  - 3月15日：ダイヤ改正により下記の内容を実施。
    - 東京～新青森間で1往復増発。